# Leonor Moctezuma
Leonor, nach anderen Quellen: Mariana (ihr indianischer Name ist nicht bekannt) war eine Tochter des aztekischen Herrschers Moctezuma II. Sie war jünger als Tecuichpoch, hatte eine andere Mutter, von der nur der Herkunftsort Acatlan bekannt ist, und war ihr offenbar im Rang nachgeordnet. Ihre Lebensdaten sind nur fragmentarisch bekannt. Sie ist nicht zu verwechseln mit Leonor Cortés y Moctezuma, außerehelicher Tochter des Hernán Cortés mit Tecuichpoch.

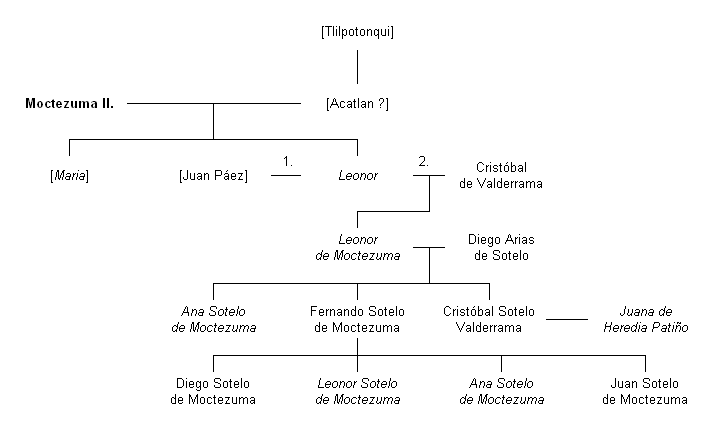
Genealogie von Leonor

Leonor war zunächst mit dem Spanier Juan Paez (oder Paz) verheiratet und erhielt, gleich wie ihre Schwester Tecuichpoch, zu ihrer Hochzeit im Jahre 1527 die Encomienda Ecatepec. Paez starb im Jahre 1529. Nach zwei Jahren heiratete sie den Conquistador Cristóbal de Valderrama. Aus der Ehe entsprang eine Tochter, ebenfalls Leonor genannt. Nach dem Tod ihres zweiten Ehemannes im Jahre 1537 blieb Leonor die Inhaberin der Encomienda Ecatepec.
Tecuichpoch hatte im Jahre 1532 den spanischen König erfolglos gebeten, ihrer Schwester (ähnlich wie zuvor ihr selbst) weitere Besitzungen zuzuweisen. Anlass war, dass ab 1531 der Hauptort Tizayuca aus der Encomienda Ecatepec herausgelöst worden und in den Besitz des Königs übergegangen war. 1553 erzielte Leonor ein Urteil, das ihr den Tribut von Acalhuacan zusprach, doch konnte dies erst 1610 endgültig geregelt werden.
Die Encomienda Ecatepec blieb in der Familie Leonors, obwohl der Bruder des Ehemanns ihrer Tochter Leonor, Diego Arias Sotelo, wegen Verwicklung in den angeblichen Umsturzversuch des Martín Cortés 1568 hingerichtet und Diego Arias selbst verbannt wurde. Nach Erbschaftsstreitigkeiten unter den ferneren Nachkommen ging die Encomienda 1618 durch Verkauf in andere Hände über.